# Suriname ai Giochi della XXV Olimpiade
Il Suriname partecipò ai Giochi della XXV Olimpiade, svoltisi a Barcellona, Spagna, dal 25 luglio al 9 agosto 1992, con una delegazione di 6 atleti impegnati in tre discipline.

## Medaglie
| Medaglia | Atleta        | Sport | Evento                  |
| -------- | ------------- | ----- | ----------------------- |
| Bronzo   | Anthony Nesty | Nuoto | 100 m farfalla maschili |